# تپه بزرگ قوشجه شماره ۲
تپه بزرگ قوشجه شماره ۲ مربوط به هزاره دوم وهزاره ۱ قبل از میلاد است و در شهرستان همدان، بخش فامنین، روستای قوشجه واقع شده و این اثر در تاریخ ۱۱ شهریور ۱۳۸۲ با شمارهٔ ثبت ۹۸۷۵ به‌عنوان یکی از آثار ملی ایران به ثبت رسیده است.